# 大原盛勝
大原 盛勝（おおはら もりかつ、1958年 - ）は歯科医師、博士（歯学）。バイオデンタルクリニック代表。元米国レーザー歯学会Director。

## 職歴
バイオデンタルクリニック（www.biodental.jp)　代表
大原歯科クリニック　院長
- 愛知学院大学歯学部 非常勤講師
- 松本歯科大学歯学部 非常勤講師

## 著作

### 書籍
- 大原盛勝『チェンジ・ユア・スマイル : 素敵な口元とかみ合わせがあなたに幸運をよぶ』ブックショップ「マイタウン」、1993年9月。 NCID BN15843530。
- 大原盛勝 著「第5章 ホワイトニング実践の周辺環境を知ろう ホワイトニングを始めるにあたって」、近藤隆一 編『ホワイトニング 審美歯科のメインストリーム』医歯薬出版〈歯界展望 別冊〉、2003年6月、152-155頁。 NCID BA65236786。
- 大原盛勝 他 著、野口俊英、横田誠 編『チームアプローチで成功させる実践的歯周治療 : 病因除去療法における歯科医師・歯科衛生士の役割』医学情報社、2004年5月。 NCID BA68246039。

### 雑誌

#### 学術誌
- 大原盛勝、吉成伸夫、青山行彦、西山均、小松清美、野口俊英「自然発症糖尿病GKラットの実験的歯周炎(第2報) 高ショ糖食の影響」『日本歯周病学会会誌』第34巻春季特別号、日本歯周病学会、1992年4月20日、132頁、ISSN 0385-0110、NAID 110003990068。
- 大原盛勝、吉成伸夫、西山均、遠矢東昭、青山行彦、高田哲夫、野口俊英「自然発症糖尿病GKラットの実験的歯周炎(第3報)ショ糖溶液摂取の影響」『日本歯周病学会会誌』第36巻秋季特別号、日本歯周病学会、1994年9月10日、100頁、ISSN 0385-0110、NAID 110003990403。
- 大原盛勝「自然発症糖尿病(GK : 後藤-柿崎)ラットの実験的歯周炎におよぼす糖尿病重症度の影響」『愛知学院大学歯学会誌』第34巻第1号、愛知学院大学歯学会、1996年3月30日、81-95頁、ISSN 0044-6912、NAID 10021958559。
- 大原盛勝、西山佐枝子「フロアブルタイプ光重合型レジン「FLOW IT!TM」を用いた審美修復」『歯科審美』第13巻第1号、日本歯科審美学会、2000年9月、162-166頁、ISSN 0916-1945、NAID 10008150547。
- 大原盛勝、西山左枝子「バイタルブリーチング どこまで可能か　その限界を探る」『歯科審美』第13巻第1号、日本歯科審美学会、2001年3月1日、162-166頁、ISSN 0916-1945、NAID 10007935566。
- 大原盛勝「半導体レーザーによる臨床応用　歯科用ダイオードレーザーの活用」『特定非営利活動法人口腔医科学会誌』2012年11号、口腔医科学会、2012年9月、29頁、ISSN 1884-894X。
- 大原盛勝、安藤浩史「メタルフリー補綴体、ウエルデンツの特性と症例」『Journal of Bio-Integration』第2巻第1号、バイオインテグレーション学会、2012年8月、153-155頁、ISSN 2186-2923、NAID 40019881828。

#### 商業誌
- 大原盛勝「インフォームド・コンセント こんなときどうする 義歯に関する事項 歯周病の進行した歯を鉤歯とする場合」『DENTAL DIAMOND』第19巻第7号、デンタルダイヤモンド社、1994年5月、94-95頁、ISSN 0386-2305。
- 大原盛勝「【歯のホワイトニング　その効果と臨床的配慮】　臨床例から　全く新しいレーザーから導き出された新技術　新レーザーブリーチング」『日本歯科評論』第673号、日本歯科評論社、1998年11月、95-107頁、ISSN 0289-0909。
- 大原盛勝「漂白法の種類と適応症　アルゴンレーザーによるホワイトニング」『DENTAL DIAMOND』第25巻第8号、デンタルダイヤモンド社、2000年6月、120-125頁、ISSN 0386-2305。
- 大原盛勝「【審美歯科21　個性・健康美の創造を求めて】　ホームブリーチング」『DENTAL DIAMOND』第26巻第2号、デンタルダイヤモンド社、2001年4月、116-120頁、ISSN 0386-2305。
- 大原盛勝「バイタルブリーチングの実際」『ザ・クインテッセンス』第20巻第9号、クインテッセンス出版、2001年9月、186-193頁、ISSN 0286-407X。